# 吉迪瓦
35°56′N 0°50′E / 35.933°N 0.833°E

吉迪瓦（阿拉伯语：‎），是阿爾及利亞的城鎮，位於該國西北部，由埃利贊省負責管轄，是吉迪瓦區的首府，面積133平方公里，海拔高度50米，2008年人口33,835人，人口密度每平方公里254人。